# 클로저 (드라마)
클로저(The Closer)는 2005년 6월 13일부터 2012년 8월 13일까지 TNT에서 방영된 텔레비전 드라마이다.